# Distrito electoral de Monroe (condado de Saline, Nebraska)
Monroe (en inglés: Monroe Precinct) es un distrito electoral ubicado en el condado de Saline en el estado estadounidense de Nebraska. En el Censo de 2010 tenía una población de 97 habitantes y una densidad poblacional de 1,04 personas por km².

## Geografía
Monroe se encuentra ubicado en las coordenadas 40°34′4″N 97°11′52″O / 40.56778, -97.19778. Según la Oficina del Censo de los Estados Unidos, Monroe tiene una superficie total de 92.89 km², de la cual 92.89 km² corresponden a tierra firme y (0%) 0 km² es agua.

## Demografía
Según el censo de 2010, había 97 personas residiendo en Monroe. La densidad de población era de 1,04 hab./km². De los 97 habitantes, Monroe estaba compuesto por un 98.97 % de blancos, un 0 % de afroamericanos, un 0 % de amerindios, un 0 % de asiáticos, un 0 % de isleños del Pacífico, un 0 % de otras razas y un 1.03 % de pertenecientes a dos o más razas. Del total de la población el 1.03 % eran hispanos o latinos de cualquier raza.